# Campeonato Mundial de Voleibol Masculino de 1986
O Campeonato Mundial de Voleibol Masculino de 1986 foi a 11ª edição do torneio, organizado pela FIVB. Foi realizado em Paris, França, de 25 de setembro a 5 de outubro de 1986.

## Times
| Grupo A - China - França - Itália - Venezuela | Grupo B - Cuba - Taipé Chinesa - Polónia - União Soviética | Grupo C - Brasil - Bulgária - Tchecoslováquia - Egito | Grupo D - Argentina - Grécia - Japão - Estados Unidos |

## Fase Final
|  | Semi-finais               | Semi-finais               |   |                           | Final                     | Final |  |
|  |                           |                           |   |                           |                           |       |  |
|  | 3 de outubro 1986 – Paris |                           |   |                           |                           |       |  |
|  | União Soviética           | 3                         |   |                           |                           |       |  |
|  | Bulgária                  | 0                         |   |                           |                           |       |  |
|  |                           |                           |   |                           |                           |       |  |
|  |                           |                           |   |                           | 5 de outubro 1986 – Paris |       |  |
|  |                           |                           |   |                           | União Soviética           | 1     |  |
|  |                           | Estados Unidos            | 3 |                           |                           |       |  |
|  |                           |                           |   |                           |                           |       |  |
|  |                           |                           |   |                           |                           |       |  |
|  |                           |                           |   |                           | 3º lugar                  |       |  |
|  | 3 de outubro 1986 – Paris | 3 de outubro 1986 – Paris |   | 5 de outubro 1986 – Paris | 5 de outubro 1986 – Paris |       |  |
|  | Estados Unidos            | 3                         |   | Bulgária                  | 3                         |       |  |
|  | Brasil                    | 0                         |   |                           | Brasil                    | 0     |  |

## Classificação Final
| Posição           | Time            |
| ----------------- | --------------- |
| Medalha de ouro   | Estados Unidos  |
| Medalha de prata  | União Soviética |
| Medalha de bronze | Bulgária        |
| 4                 | Brasil          |
| 5                 | Cuba            |
| 6                 | França          |
| 7                 | Argentina       |
| 8                 | Tchecoslováquia |
| 9                 | Polônia         |
| 10                | Japão           |
| 11                | Itália          |
| 12                | China           |
| 13                | Grécia          |
| 14                | Egito           |
| 15                | Taipé Chinês    |
| 16                | Venezuela       |

| Campeonato Mundial de Voleibol Masculino de 1986 |
| Campeão                                          |
| ------------------------------------------------ |
| Estados Unidos 1º Título                         |

## Prêmios Individuais
- Most Valuable Player:
  -  França Philippe Blain